# Paul David Fischer

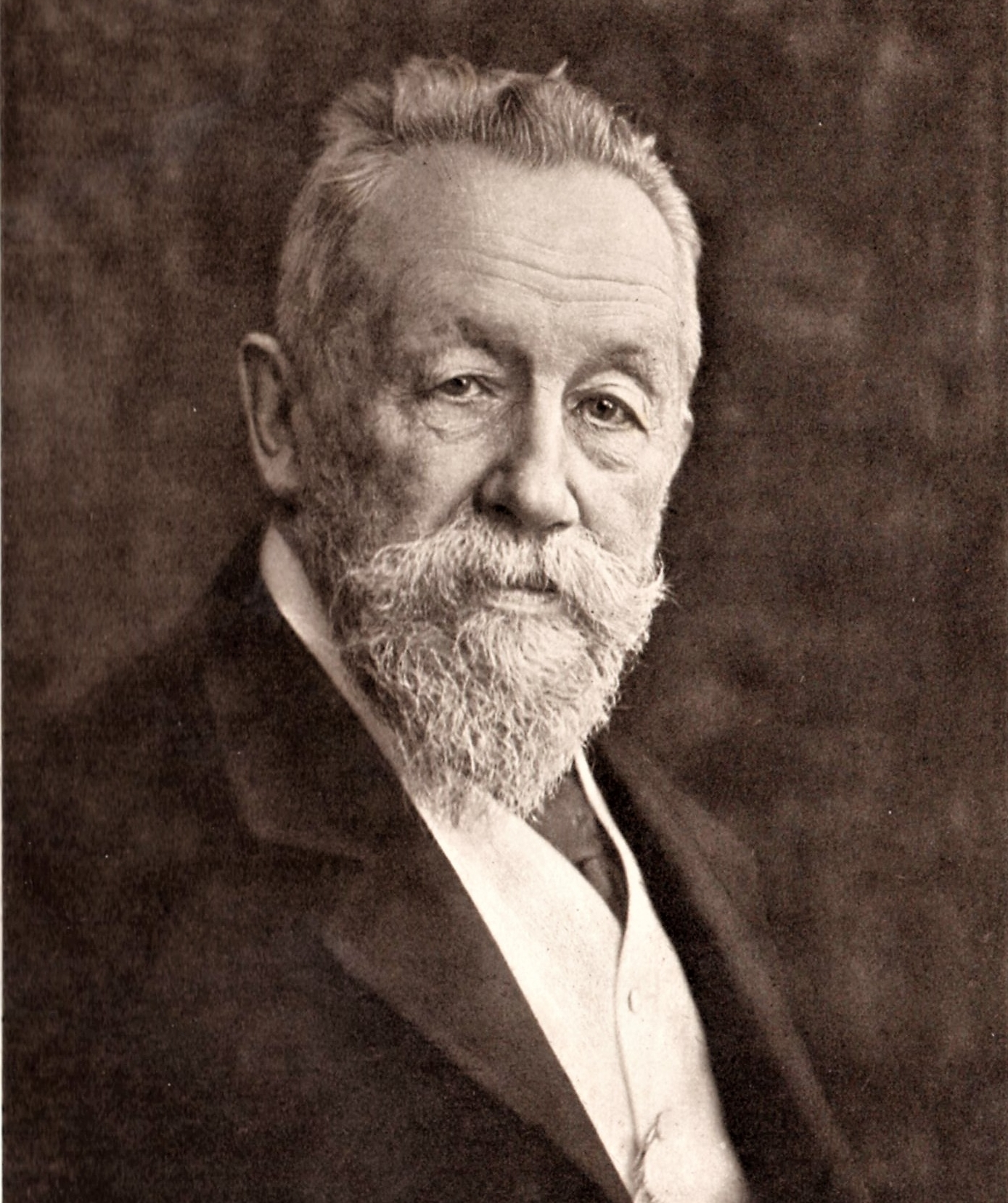
Paul David Fischer

Paul David Fischer (* 2. Juni 1836 in Berlin; † 13. März 1920 in Berlin) war ein deutscher Verwaltungsjurist, wesentlich am Aufbau der Reichspost beteiligt und Aufsichtsratsvorsitzender der Disconto-Gesellschaft.

## Leben
Fischer studierte Rechtswissenschaft an den Universitäten Berlin und Bonn. Nach dem Referendariat trat er in die preußische Postverwaltung ein. 1867 wurde er in das Generalpostamt des Norddeutschen Bundes berufen und wurde schließlich 1895 Unterstaatssekretär im Reichspostamt. Fischer war einer der wichtigsten Mitarbeiter des Staatssekretärs Heinrich von Stephan.
Für diese umfangreiche Bautätigkeit, die Fischer als Justiziar maßgeblich begleitete, hatte sich Stephan, die Loslösung der Post von der preußischen Bauverwaltung benützend, eigene Organe sowohl an der Zentralstelle wie an den Provinzialbehörden zu schaffen gewusst. In dem Geheimrat August Kind, der um diese Zeit von der Bergverwaltung zur Post übertrat, hatte er einen als Architekten wie als Verwaltungsbeamten gleich tüchtigen, dabei gewandten und anstelligen Bauberater gefunden, dem sich die als Postbauräte bei einer wachsenden Zahl von Oberpostdirektionen angestellten Provinzialorgane und die je nach Bedarf angenommenen örtlichen Bauleiter willig fügten.

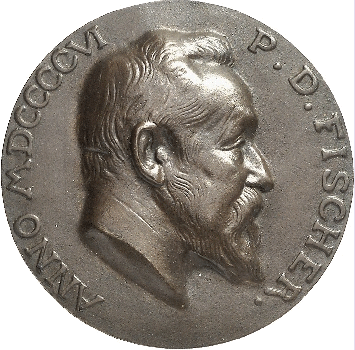
Paul David Fischer (Plakette von Adolf von Hildebrand)

Seit dem Gründungsjahr 1880 des Elektrotechnischen Vereins in Berlin waren Stephan Ehrenvorsitzender und Fischer Syndikus.
Mit den 1890er Jahren übernahm er als Direktor der Abteilung III im Reichspostamt weitere Führungsfunktionen unter Staatssekretär von Stephan. Paul David Fischer erwartete, zum Nachfolger Heinrich von Stephans ernannt zu werden. Als der Kaiser einen General zum Postmeister ernannte, unter dem Fischer nicht arbeiten wollte, weil er ihn als Nichtfachmann ansah, entschloss er sich, sich vom Postdienst pensionieren zu lassen. Zum 1. Januar 1898 trat er in den Ruhestand. 1899 wurde er, auf Einladung Adolph von Hansemanns, Mitglied des Aufsichtsrats der Disconto-Gesellschaft und war von 1902 bis 1920 dessen Vorsitzender. In dieser Zeit war die Bank auch in Schantung aktiv.

## Werke
- De Crimine Stellionatus. Abstract Dissertation. Schade, Berlin 1859.
- Paul David Fischer et al.: Collection of pamphlets on the telegraph. 1867.
- Die Anfänge der deutschen Auswanderung nach Amerika. Verlag von F. Henschel, 1870.
- Die englischen Postsparkassen. 1871.
- Die Verkehrsanstalten des Deutschen Reichs (Eisenbahnen, Post und Telegraphie), Duncker & Humblot, 1873;
- Die Telegraphie und das Völkerrecht. Duncker & Humblot, 1876.
- Die deutsche Post- u. Telegraphen-Gesetzgebung: Text-Ausgabe mit Anmerkungen und Sachregister. J. Guttentag (D. Collin), 1876. ISBN 3111170225 / ISBN 9783111170220
- Friedrich der Grosse und die Volkserziehung: Vortrag. 1877. ISBN 3-7340-0002-5 / ISBN 978-3-7340-0002-7 (Nachdruck).
- Aus Italien: Erinnerungen, Studien und Streifzüge. 1879. ISBN 978-1-245-03435-7 (Nachdruck).
- Post und Telegraphie im Weltverkehr: eine Skizze. F. Dümmler, 1879.
- Die Deutsche Post- und Telegraphen-Gesetzgebung: nebst dem Weltpostvertrag und dem Internationalen Telegraphen-vertrag. J. Guttentag, 1886. ISBN 3111266133 / ISBN 9783111266138
- Die Deutsche Post- und Telegraphen- Gesetzgebung nebst dem Weltpostvertrag und dem Internationalen Telegraphenvertrag; J. Guttentag, 1895
- Betrachtungen eines in Deutschland reisenden Deutschen. J. Springer, 1896, ISBN 978-3-662-35852-8 (Nachdruck).
- Briefe aus Rom. 1898:
  - Brief I: Cosmopolis, Band IX, Januar -- Februar -- März 1898; Januar; Seite 237ff.
  - Brief II: Cosmopolis, Band IX, Januar -- Februar -- März 1898; Februar; Seite 557ff.
  - Brief III: Cosmopolis, Band X, April -- Mai -- Juni 1898;  April; Seite 226ff.
  - Brief IV: Cosmopolis, Band X, April -- Mai -- Juni 1898;  Mai; Seite 551ff.
- Italien und die Italiener am Schlusse des neunzehnten Jahrhunderts. J. Springer, 1899.
- Aus dem Modernen Italien. Deutsche Rundschau, Band 63, April - Mai - Juni 1890; Seite 255ff.
- Italien und Die Italiener: Betrachtungen und Studien Über Die Politischen, Wirthschaftlichen und Sozialen Zustände Italiens 2. erneuerte Auflage von Italien und die Italiener am Schlusse des neunzehnten Jahrhunderts. J. Springer, 1901. ISBN 978-3-642-93961-7 (Print) ; ISBN 978-3-642-94361-4 (Online).
- L’Italia e gli italiani: considerazioni e studi sulle condizioni politiche, economiche e sociali d’Italia. B. Seeber, 1904.
- Paul David Fischer, M. König: Die Deutsche Post- und Telegraphen- Gesetzgebung nebst dem Weltpostvertrag und dem Internationalen Telegraphenvertrag. J. Guttentag; 1902
- Adolph von Hansemann. O. v. Holten, 1902.
- Reise-Eindrücke aus Schantung: Vortr., geh. in d. Abt. Berlin-Charlottenburg d. Deutschen Kolonialgesellschaft. Reimer, 1902.
- Paul Fischer, Alfred Gaedertz, Paul Erich: Baugeschichte der Schantung-Eisenbahn: nebst vier Anlagen. Büttner, 1904.
- Alexander Schoeller. V. Holten, 1911.
- Der internationale Nachrichtenverkehr und der Krieg. Hirzel, Leipzig 1915, DNB 579819426.
- Erinnerungen aus meinem Leben. Springer, Berlin 1916, DNB 573098158.
- Paul David Fischer, Erich Staedtler: Die deutsche Post- und Telegraphengesetzgebung. de Gruyter, 1929, ISBN 978-3-11-201813-2 (Nachdruck)
- Italien unter unseren Gegnern ?!.... K. Siegismund, 1917, DNB 579819418.